# Ghazaravan
Ghazaravan (in armeno Ղազարավան?, chiamato anche Ghazavan, Nazyrvan, Nazrvan e Nezrvan) è un comune dell'Armenia di 477 abitanti (2001) della provincia di Aragatsotn.